# Ashe (ca sĩ)
Ashlyn Rae Willson (sinh vào ngày 24 tháng 4 năm 1993), được biết đến nhiều hơn với tên Ashe, là một ca sĩ và nhạc sĩ người Mỹ.Cô được biết đến với đĩa đơn năm 2019 "Moral of the Story", được giới thiệu trong bộ phim Netflix To All the Boys: P.S. I Still Love You được sản xuất bởi Noah Conrad với sự sản xuất bổ sung của Finneas O'Connell. Ashe cũng đồng sáng tác đĩa đơn năm 2017 của Demi Lovato "You Don't Do It for Me Anymore" và đi lưu diễn với Louis The Child,Lauv và Whethan. Cô đã được đề cử cho Giải thưởng Juno cho đĩa đơn đạt chứng nhận vàng "Let You Get Away" với Shaun Frank.

## Đầu đời
Ashlyn Rae Willson sinh vào ngày 24 tháng 4 năm 1993 và lớn lên trong một gia đình theo đạo Thiên chúa bảo thủ ở San Jose.Cô bắt đầu tham gia các lớp học piano và thanh nhạc năm 8 tuổi.Ashe nói rằng cô lớn lên chỉ nghe đài của Cơ đốc giáo và cô cảm ơn ông nội đã giới thiệu cho cô nghe nhạc của những cái tên như Bob Dylan,The Beatles và Jefferson Airplane.Cô theo học Đại học Âm nhạc Berklee và tốt nghiệp chuyên ngành sản xuất và sáng tác đương đại vào năm 2015.

## Sự nghiệp

### 2015–2017: Khởi đầu sự nghiệp
Ashe bắt đầu bằng việc hát thử ở Nashville trước khi thu hút sự chú ý của nhà sản xuất nhạc trầm người Thụy Điển Ben Phipps, người đã yêu cầu cô hát trong ca khúc "Sleep Alone" của anh vào năm 2015. Trong hai năm tiếp theo,Ashe chuyên xuất hiện trên một số bản nhạc dance và house của những tên tuổi như Louis the Child và Whethan.Đĩa đơn năm 2016 "Can't Hide" cùng Whethan là đĩa đơn thứ hai của cô ấy trên cả bảng xếp hạng Spotify Viral 50 của Hoa Kỳ và Toàn cầu.Đĩa đơn năm 2017 "Let You Get Away" của cô với DJ người Canada Shaun Frank đã được đề cử cho Bản thu âm khiêu vũ của năm tại Lễ trao giải Juno 2017 và được chứng nhận vàng tại Canada vào năm 2019.Ashe đã hỗ trợ Demi Lovato sáng tác đĩa đơn năm 2017 "You Don't Do It For Me Any More" từ album đạt chứng nhận bạch kim tại Mỹ "Tell Me You Love Me" (2017).Từ tháng 10 năm 2017 đến tháng 1 năm 2018, Ashe bắt đầu các chuyến lưu diễn cùng Louis the Child, Lauv và Whethan.Sau khi ký hợp đồng với hãng đĩa độc lập Mom + Pop,cô đã phát hành đĩa đơn đầu tay "used to It" vào tháng 6 năm 2017 và "Girl Who Cried Wolf" vào tháng 11 năm 2017."Used to It" là đĩa đơn thứ hai của cô đạt vị trí số 1 trên bảng xếp hạng Spotify Viral 50 toàn cầu.Ashe được xếp cùng với Lewis Capaldi trong danh sách Nghệ sĩ nên xem của Vevo năm 2018.Trong suốt tháng 4 năm 2017, Ashe đã hỗ trợ The Chainsmokers trong chuyến lưu diễn Memories Do Not Open của họ và biểu diễn trên sân khấu với Big Gigantic trong Lễ hội Coachella 2017.

### 2018–nay:Xuất hiện bản thân trước công chúng
Vào thời điểm Ashe phát hành EP đầu tay The Rabbit Hole vào tháng 6 năm 2018, cô đã đạt hơn 200 triệu lượt stream tích lũy và chín bài hát số 1 trên Hype Machine.EP được mô tả là "một mối tình gồm bảy ca khúc linh hoạt và hấp dẫn."Ashe đã hỗ trợ Quinn XCII trên From Michigan với Love World Tour, trong đó cô cũng phát hành đĩa đơn "Moral of the Story".Vào ngày 5 tháng 4 năm 2019, Ashe đã phát hành EP bốn ca khúc, Moral of the Story:Chapter 1, hoàn toàn do Finneas O'Connell sản xuất.Finneas cũng sản xuất ba trong số bốn ca khúc trong EP phần tiếp theo của cô, Moral of the Story: Chapter 2.Vào tháng 2 năm 2020, đĩa đơn "Moral of the Story" được sử dụng trong bộ phim romcom dành cho tuổi teen To All the Boys của Netflix: P.S. I Still Love You (2020) đã khiến bài hát đạt vị trí thứ 2 trên cả bảng xếp hạng Spotify Viral 50 toàn cầu và Hoa Kỳ,và đạt hơn 12 triệu lượt phát trực tuyến trên nền tảng này.Ashe lần đầu tiên xuất hiện trên bảng xếp hạng Billboard Hot 100 với "Moral of the Story" và Billboard 200 với Moral of the Story: Chapter 1. Ashe gần đây cũng đã phát hành bản song ca Moral of the Story với Niall Horan.Tính đến tháng 6 năm 2020, đĩa đơn đã được sử dụng trong hơn 901.400 video trên nền tảng trực tuyến TikTok.Tính đến tháng 8 năm 2020, sự hợp tác của cô với Niall Horan đã đạt 20 triệu lượt phát trực tuyến trên Spotify.

## Ảnh hưởng nghệ thuật
Cô tuyên bố rằng nhạc jazz,Diane Keaton và Carole King là những người có ảnh hưởng và cảm hứng lớn đến âm nhạc của cô.Ashe đã đặt một chữ "e" vào nghệ danh của mình để bày tỏ lòng kính trọng đối với Carole King.Những nghệ sĩ mà cô ấy ngưỡng mộ là Stevie Nicks,King,John Mayer,Justin Vernon và Bon Iver.

## Album và đĩa đơn,đĩa đơn mở rộng

### Đĩa đơn mở rộng (EP)
| Tiêu đề                       | Chi tiết                                         | Bảng xếp hạng | Bảng xếp hạng | Bảng xếp hạng | Bảng xếp hạng | Bảng xếp hạng |
| Tiêu đề                       | Chi tiết                                         | US            | US Heat.      | US Alt.       | US Indie      | CAN           |
| ----------------------------- | ------------------------------------------------ | ------------- | ------------- | ------------- | ------------- | ------------- |
| The Rabbit Hole               | - Ra mắt:Ngày 22 tháng 6,2018 - Hãng đĩa:Mom+Pop | —             | —             | —             | —             | —             |
| Moral of the Story: Chapter 1 | - Ra mắt:5 tháng 4,2019 - Hãng đĩa:Mom+Pop       | 157           | 2             | 10            |               | 72            |
| Moral of the Story: Chapter 2 | - Ra mắt:9 tháng 8 năm 2019 - Hãng đĩa:Mom+Pop   | —             | —             | —             | —             | —             |

### Đĩa đơn

#### Là nghệ sĩ chính
| Tiêu đề | Năm  | Bảng xếp hạng | Bảng xếp hạng | Bảng xếp hạng | Bảng xếp hạng | Bảng xếp hạng | Bảng xếp hạng | Bảng xếp hạng | Bảng xếp hạng | Bảng xếp hạng | Bảng xếp hạng | Album                         |
| Tiêu đề | Năm  | US            | AUS           | AUT           | CAN           | FRA           | IRE           | NZ Hot        | NOR           | SWI           | UK            | Album                         |
| --- | ---- | ------------- | ------------- | ------------- | ------------- | ------------- | ------------- | ------------- | ------------- | ------------- | ------------- | ----------------------------- |
| "Used to It"                                                                                                 | 2017 | —             | —             | —             | —             | —             | —             | —             | —             | —             | —             | Không có thông tin            |
| "Girl Who Cried Wolf"                                                                                        | 2017 | —             | —             | —             | —             | —             | —             | —             | —             | —             | —             | Không có thông tin            |
| "Choirs" | 2018 | —             | —             | —             | —             | —             | —             | —             | —             | —             | —             | The Rabbit Hole               |
| "Moral of the Story" (hợp tác với Niall Horan)                                                               | 2019 | 71            | 44            | 29            | 42            | 71            | 17            | 5             | 35            | 30            | 31            | Moral of the Story: Chapter 1 |
| "Bachelorette"                                                                                               | 2019 | —             | —             | —             | —             | —             | —             | —             | —             | —             | —             | Moral of the Story: Chapter 1 |
| "In Disguise"                                                                                                | 2019 | —             | —             | —             | —             | —             | —             | —             | —             | —             | —             | Moral of the Story: Chapter 2 |
| "Cold in California"                                                                                         | 2019 | —             | —             | —             | —             | —             | —             | —             | —             | —             | —             | Moral of the Story: Chapter 2 |
| "Monday" (với Filous)                                                                                        | 2019 | —             | —             | —             | —             | —             | —             | —             | —             | —             | —             | Không có thông tin            |
| "Save Myself"                                                                                                | 2020 | —             | —             | —             | —             | —             | —             | —             | —             | —             | —             | Không có thông tin            |
| "—"biểu thị các bản phát hành không có trên bảng xếp hạng hoặc được lập bảng trên một bảng xếp hạng nhỏ hơn. |      |               |               |               |               |               |               |               |               |               |               |                               |

#### Là nghệ sĩ nổi bật
| Tiêu đề                                                                  | Năm  | Bảng xếp hạng | Bảng xếp hạng | Đạt chứng chỉ        |
| Tiêu đề                                                                  | Năm  | US Dance      | CAN           | Đạt chứng chỉ        |
| ------------------------------------------------------------------------ | ---- | ------------- | ------------- | -------------------- |
| "Sleep Alone" (Ben Phipps hợp tác với Ashe)                              | 2015 | —             | —             |                      |
| "Don't Look Back" (Ben Phipps hợp tác với Ashe)                          | 2016 | —             | —             |                      |
| "Alive" (Ben Phipps hợp tác với Ashe)                                    | 2016 | —             | —             |                      |
| "Orbit" (SŸDE hợp tác với Ashe)                                          | 2016 | —             | —             |                      |
| "Can't Hide" (Whethan hợp tác với Ashe)                                  | 2016 | —             | —             |                      |
| "Recognize" (Win and Woo hợp tác với Ashe)                               | 2016 | —             | —             |                      |
| "Let You Get Away" (Shaun Frank hợp tác với Ashe)                        | 2016 | —             | 96            | - MC: Chứng chỉ Vàng |
| "The Back of Your Hands" (nimino hợp tác với Ashe)                       | 2017 | —             | —             |                      |
| "World on Fire" (Louis the Child hợp tác với Ashe)                       | 2017 | —             | —             |                      |
| "Rewind" (Louis Futon hợp tác với Ashe & Armani White)                   | 2017 | —             | —             |                      |
| "Right to It" (Louis the Child hợp tác với Ashe)                         | 2017 | 33            | —             |                      |
| "Get Lost" (Bearson hợp tác với Ashe)                                    | 2018 | —             | —             |                      |
| "Love Me for the Weekend" (Party Pupils & MAX hợp tác với Ashe)          | 2018 | —             | —             |                      |
| "Right Where You Should Be" (Quinn XCII hợp tác với Ashe và Louis Futon) | 2019 | —             | —             |                      |
| "Friends" (Big Gigantic hợp tác với Ashe)                                | 2019 | —             | —             |                      |

### Đồng sáng tác
| Tiêu đề                          | Năm  | Với các nghệ sĩ   | Album               |
| -------------------------------- | ---- | ----------------- | ------------------- |
| "Wrong Way"                      | 2016 | Stone Van Brooken | —                   |
| "You Don't Do It for Me Anymore" | 2017 | Demi Lovato       | Tell Me You Love Me |
| "HOWL"                           | 2017 | Delaney Jane      | —                   |
| "No One Has To Know"             | 2017 | Goldfish          | Late Night People   |